# Psimada quadripennis
Psimada quadripennis är en fjärilsart som beskrevs av Walker 1858. Psimada quadripennis ingår i släktet Psimada och familjen nattflyn. Inga underarter finns listade.

## Bildgalleri

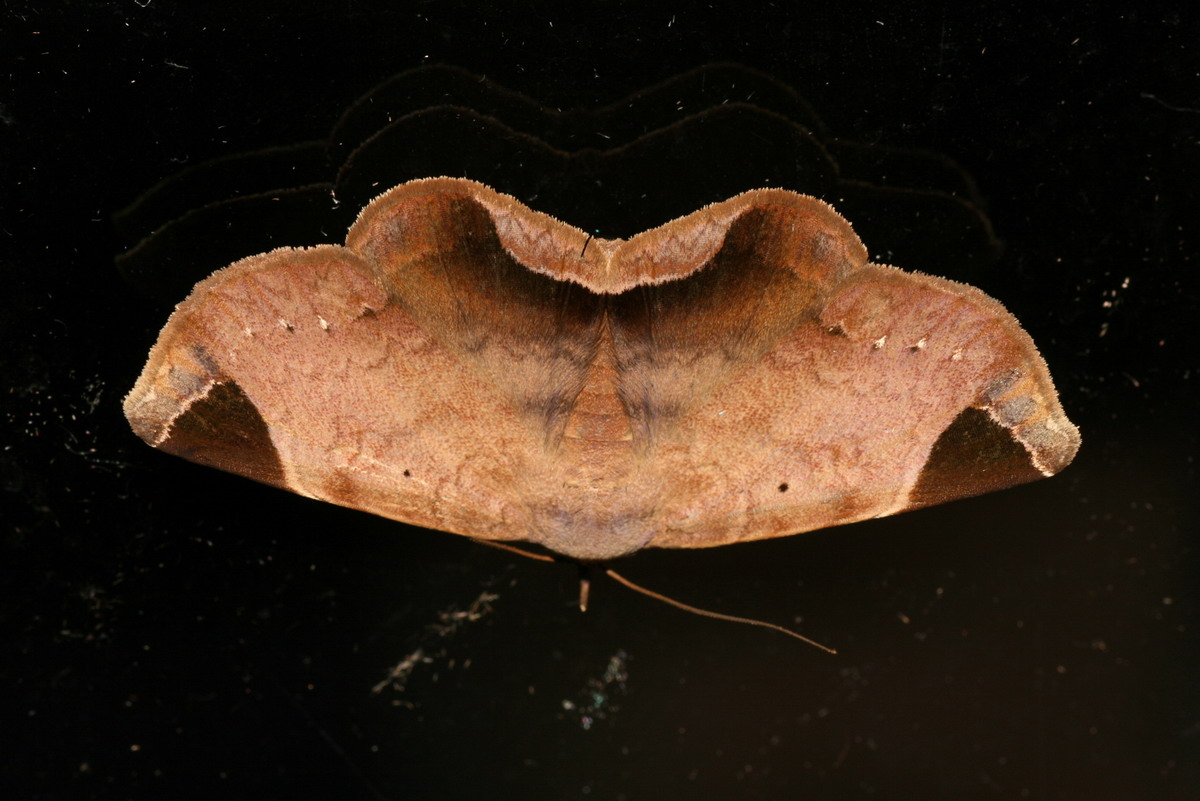
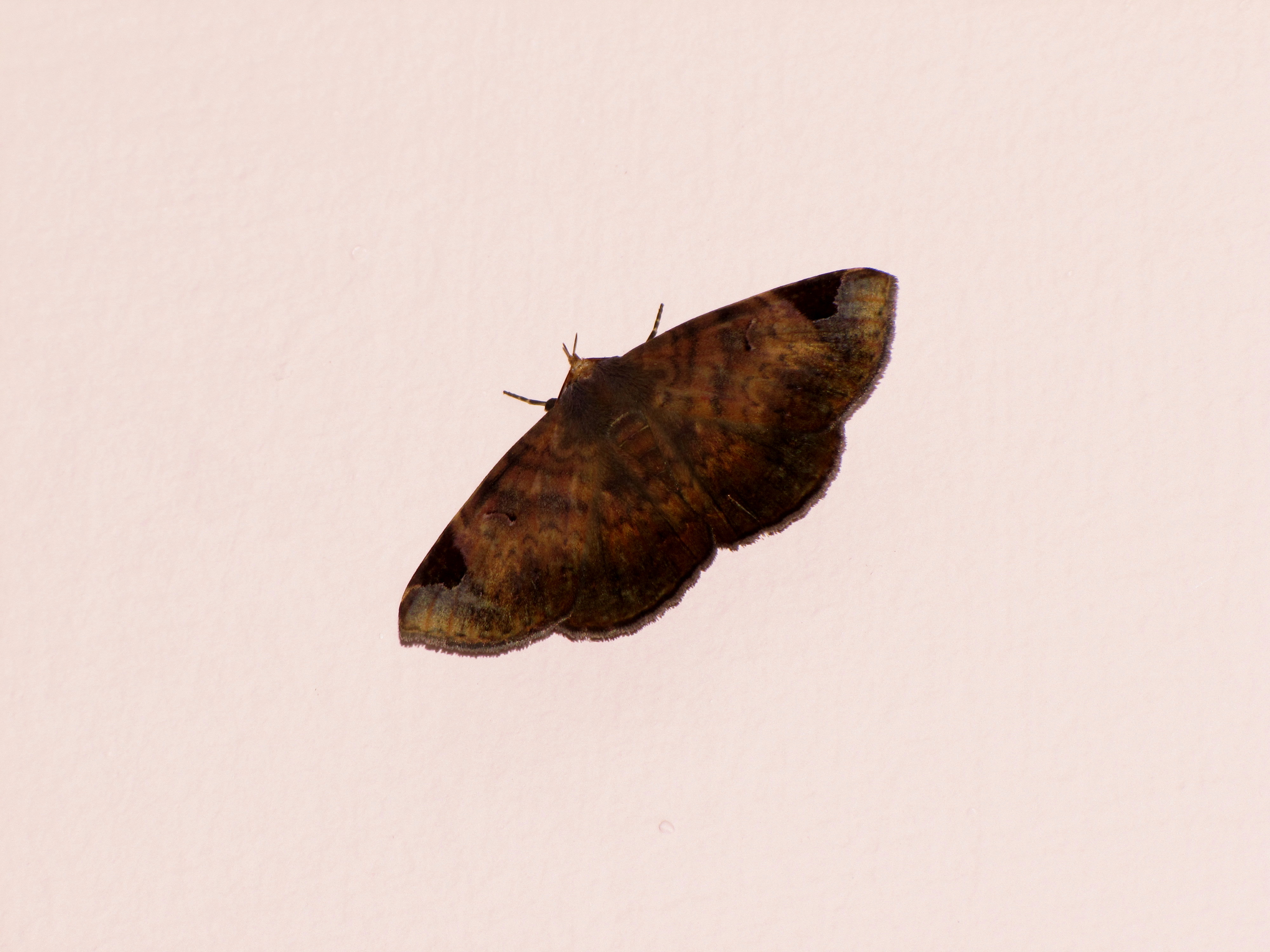